# Samsung Gravity
Samsung Gravity (SGH-T459) — слайдер с полной QWERTY-клавиатурой. Впервые он был выпущен для T-Mobile USA. Samsung SGH-T349 — мобильный телефон, доступный через T-Mobile и анонсированный 20 мая 2009 года, который имеет много сходств с оригинальным Gravity.

## Функции
Хотя главной особенностью Gravity является его QWERTY-клавиатура, в нём есть и другие возможности.
Телефон поддерживает форматы файлов MP3, они могут быть добавлены через Universal Serial Bus (USB), MicroSD или Bluetooth. Также возможно прослушивание музыки с помощью беспроводной гарнитуры Bluetooth. Песни можно установить в качестве мелодии звонка или сигнала будильника.
Samsung Gravity оснащен основной 1,3-мегапиксельной камерой с цифровым зумом, возможностью мультисъемки и видеосъёмки. Фотографии можно установить в качестве обоев или Caller ID.

## Доступность
В США этот телефон был выпущен на T-Mobile USA. В Канаде Gravity 2 ранее был доступен сначала у оператора Rogers Wireless, а затем у его бренда Chatr. Оба оператора сняли устройство с производства в 2011 году. Теперь вместо него они предлагают другие QWERTY телефоны.